# 奄美群島振興開発基金
独立行政法人奄美群島振興開発基金（あまみぐんとうしんこうかいはつききん、Fund for the Promotion and Development of the Amami Islands）は、中期目標管理法人たる独立行政法人である。一般の金融機関による金融の補完・奨励を目的とし（奄美群島振興開発特別措置法第44条）、奄美群島内の事業に関する信用保証と貸付、コンサルティングを業務とする（同法第52条）。

## 概要
- 本部：鹿児島県奄美市名瀬港町1番5号北緯28度22分51.6秒 東経129度29分39.4秒 / 北緯28.381000度 東経129.494278度座標: 北緯28度22分51.6秒 東経129度29分39.4秒 / 北緯28.381000度 東経129.494278度
- 理事長：本田勝規 （元鹿児島県農政部長）[1]

## 沿革
- 1955年（昭和30年）9月10日 - 奄美群島復興信用保証協会設立。
- 1959年（昭和34年）3月30日 - 奄美群島復興信用基金に改称。
- 1964年（昭和39年）4月1日 - 奄美群島振興信用基金に改称。
- 1974年（昭和49年）4月1日 - 奄美群島振興開発基金に改称。
- 2004年（平成16年）10月1日 - 独立行政法人化。